# Förbudsmärken

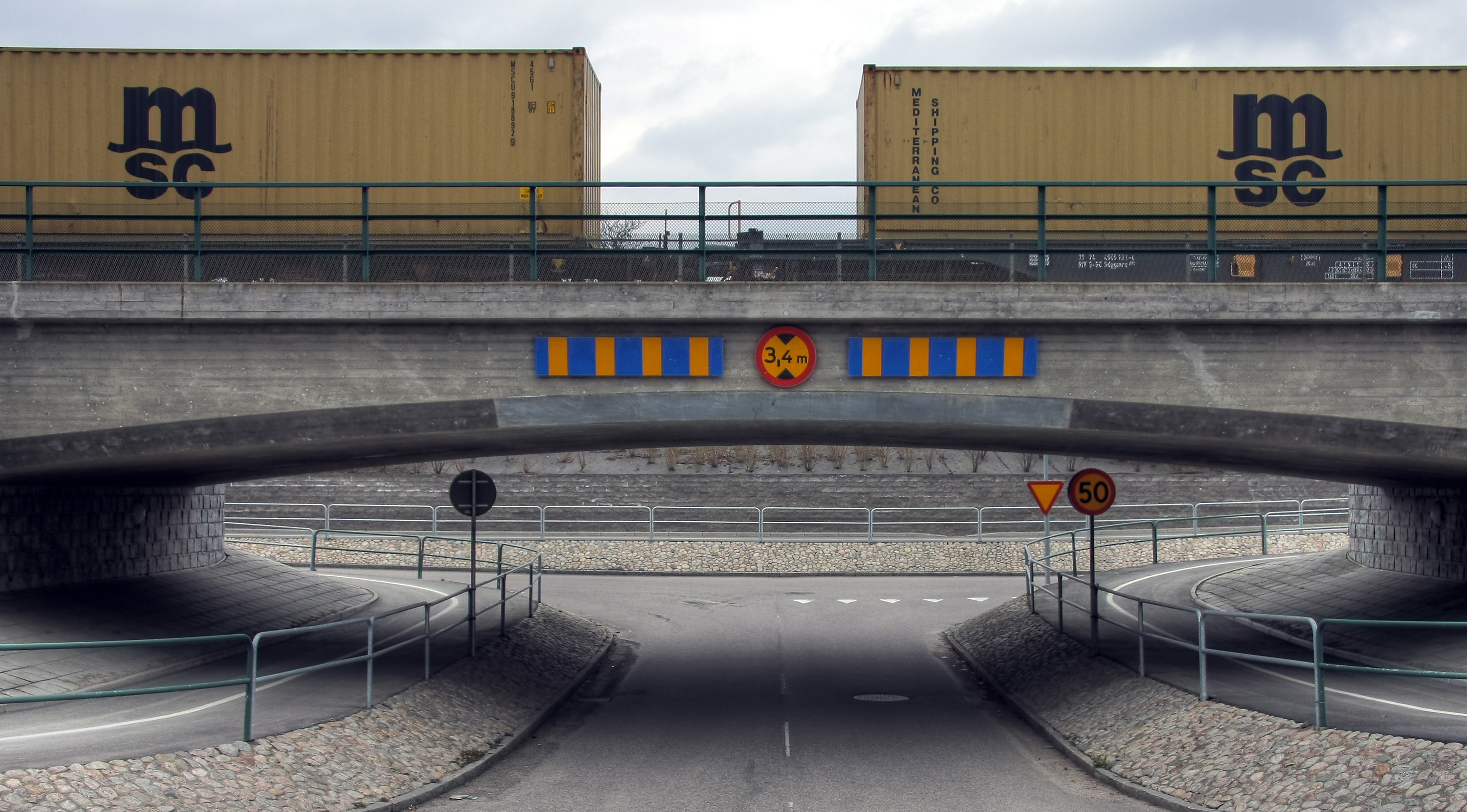
Begränsad fordonshöjd vid en vägport i Vinslöv

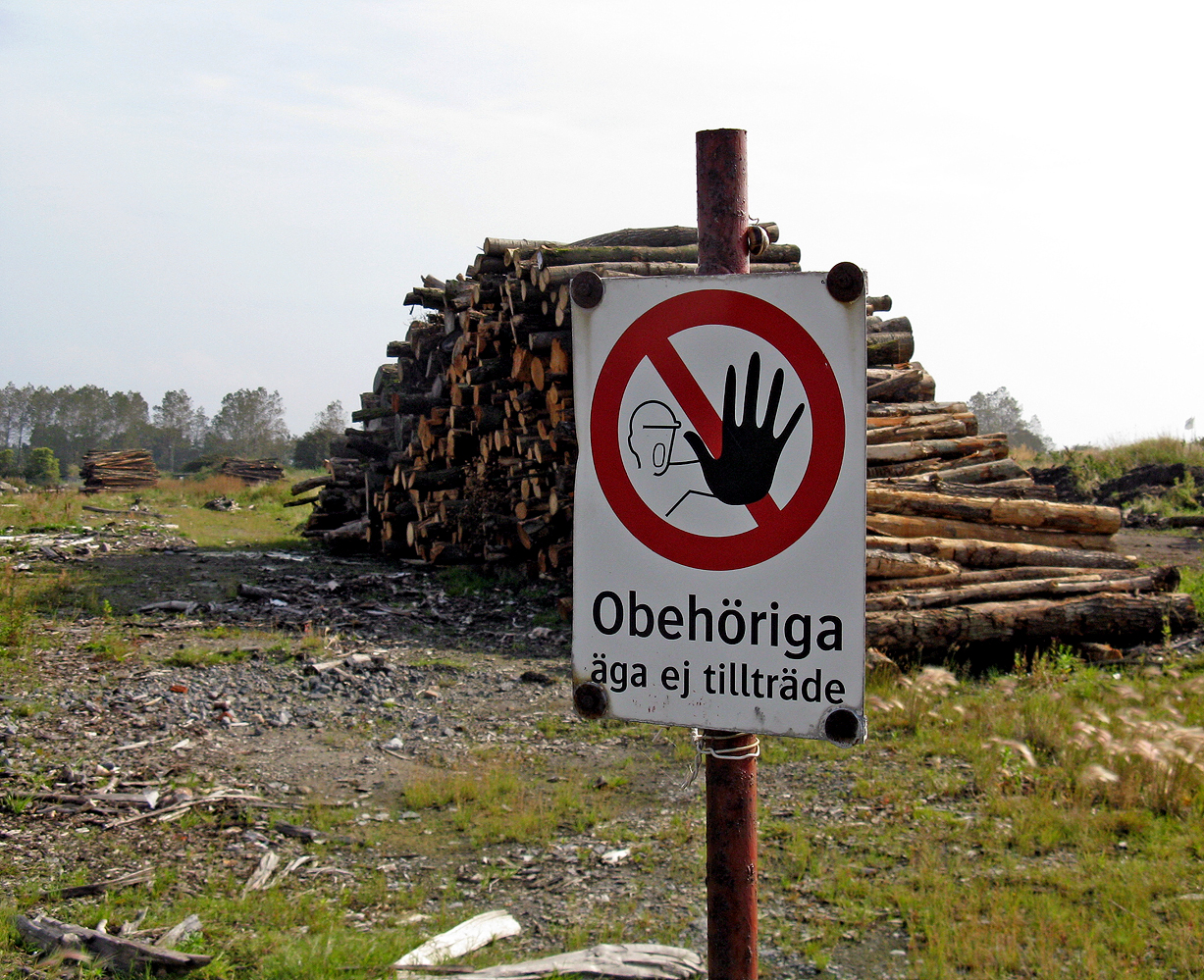
Förbudsskylt av ett slag som inte är vägmärke men efterliknar dess grafiska stil, vid ett timmerupplag i Ystad.

Förbudsmärken är en typ av vägmärken som talar om för trafikanter vad som är förbjudet. Förbudsmärken är runda med röd ram, gul eller vit bakgrund och en symbol som anger vad som är förbjudet mitt i märket, och i vissa länder, bland annat Sverige, finns även ett snedstreck över symbolen. En del förbudsmärken saknar symbol och har istället andra speciella detaljer som kännetecknar förbudet.
Vägmärken i Europa följer en viss enhetlig standard (FN:s konvention om vägmärken och signaler). Vissa skillnader kan dock förekomma mellan olika länder. Märkena i denna artikel är de svenska märkena, men skillnaden mot andra europeiska länder är ganska liten. De skyltar som är med i konventionen används i många europeiska länder. Några skyltar finns i Sverige men är inte med i konventionen, och används i ett fåtal länder eller bara i Sverige.
En skillnad är att varningsmärken och förbudsmärken har gul bakgrund i en del länder som t.ex. Sverige, Nordmakedonien, Montenegro, Finland, Serbien, Kroatien och Slovenien och i många andra länder vit bakgrund. Färgen är en skillnad som betraktas som obetydlig eftersom symbolerna och formen på vägmärkena är densamma i alla länder (Irland har dock större avvikelser). 
En annan skillnad när det gäller förbudsmärken i Europa är att vissa länder såsom Danmark, Finland, Irland och Sverige har rött snedstreck på alla förbudsmärken med symboler (dock inte de med siffror), medan de flesta andra länder som Belgien, Frankrike, Nederländerna, Ryssland, Spanien, Storbritannien, Tyskland och Österrike inte har det i allmänhet, utan endast rund röd ram och en svart symbol.

## Förbud mot fordonstrafik
Denna skylt förbjuder fordonstrafik vilket betyder att man inte ens får cykla där skylten är uppsatt. Ett fordon har hjul, band, medar eller skidor, och är avsett för att köras på marken. Cykel, moped och motorcykel får dock ledas eftersom den som leder en cykel, moped eller motorcykel räknas som gående. Ibland finns dock en tilläggstavla som anger att något fordonsslag är undantaget från förbudet. I många länder står det ofta undantag för behöriga fordon, men i Sverige får man oftast inte förbjuda cyklar på privatvägar. Skylten finns med i FN:s konvention, och används i många länder.

## Förbud mot infart med fordon
Dessa skyltar förbjuder infart med alla typer av fordon. De finns normalt på enkelriktade vägar eller på olika former av vägar där trafiken enbart får gå i en riktning. De sätts då upp där enkelriktningen slutar och kan då åtföljas av anvisningsmärke för enkelriktad trafik där enkelriktningen börjar. Infartsförbud kan även förekomma på en väg som inte är enkelriktad om infart vid en viss plats på vägen är olämplig. Avfarter från motorvägar har ofta denna skylt för att motverka att någon av misstag skulle köra på en motorväg i fel riktning.
Båda finns med i FN:s konvention, och den vänstra används i de flesta länder i Europa. På svenska kallas den ofta bomtavla, eftersom strecket kan liknas vid en vägbom. Skylten brukar vara vit och röd eller gul och röd. Även USA använder en liknande skylt trots att man inte följer konventionen (snarare har Europa följt USA för denna skylt). Varianten till höger med en överstruken pil rakt fram, används bara utanför Europa plus i Irland.

## Förbud mot trafik medmotordrivet fordon(utom moped klass II)
Denna skylt förbjuder trafik med motordrivet fordon. Dock ingår moped klass II inte i förbudet, såvida det inte finns tilläggstavla som talar om att förbudet även gäller moped. Den finns med i FN:s konvention och i nästan alla länder i Europa. Utseendet varierar lite, bilen kan vara överst eller underst, fordonen kan ligga rakt ovanför eller snett ovanför varandra. Den har oftast rött snedstreck (eller vågrätt streck), medan de flesta förbudsmärken inte brukar ha det i många länder. I Nederländerna och Storbritannien är det dock inget streck.
I Frankrike finns en variant med moped som tredje fordon på skylten.

### Förbud mot trafik med motordrivet fordon och hästfordon
I FN:s konvention finns ett sådant märke med, dock inte i den svenska förteckningen. Den förekommer i ett fåtal länder, till exempel Grekland, Luxemburg och Portugal.

## Förbud mot trafik med motordrivet fordon som har fler hjul än två
Denna skylt förbjuder trafik med motordrivet fordon som har fler hjul än två vilket betyder att till exempel en bil inte får köra på vägen där skylten är uppsatt men däremot får en motorcykel utan sidvagn köra på vägen eftersom ett sådant fordon enbart har två hjul. Skylten finns normalt på vägar som är så smala och trånga att en bil inte kan passera. Skylten finns med i FN:s konvention.

## Förbud mot trafik med motorcykel och moped klass I
Denna skylt förbjuder trafik med motorcykel. Moped klass I ingår i förbudet i Sverige och flera andra EU-länder.. Övriga fordon får dock köra här som till exempel bil, buss eller moped klass II. Skylten finns normalt där man vill undvika buller eftersom motorcyklar bullrar mer än bilar. Skylten finns med i FN:s konvention. Denna skylt har en förare på motorcykeln (dock inte i bl.a. Frankrike), till skillnad från mopedförbudsskylten, som inte har det.

## Förbud mot trafik med motordrivet fordon med tillkopplad släpvagn
Skylten till vänster förbjuder trafik med släpvagn (rörlig dragstång/framaxel), däremot är trafik med släpkärra (stel dragstång) och påhängsvagn (även kallad semitrailer) tillåten. Enligt Trafikverket betraktas en dolly (släpkärra) med tillkopplad påhängsvagn som en släpvagn och ingår därmed i förbudet. I vissa länder, dock ej Sverige, förbjuder skylten trafik med alla typer av släpfordon.
De finns med i FN:s konvention, och avser där förbud mot trafik med motordrivet fordon med tillkopplad släpvagn, utom påhängsvagn och enaxligt släp.
Det finns i konventionen också en variant, med bara en släpvagn utan dragfordon avbildad. Den avser "förbud mot trafik med motordrivet fordon med tillkopplad släpvagn". Den finns inte i Sverige, däremot i Finland, Portugal, Ryssland och Österrike. Den exakta betydelsen av skyltarna varierar lite.

## Förbud mot trafik med tung lastbil
Denna skylt förbjuder trafik med tung lastbil (lastbil med totalvikt över 3,5 ton). Den finns på vissa mindre vägar där tung trafik anses vara olämplig. Skylten finns med i FN:s konvention. I vissa fall finns en tilläggstavla som talar om att förbudet även gäller buss (då endast tung buss).

## Förbud mot trafik med tung buss
Denna skylt förbjuder trafik med tung buss (buss med totalvikt över 3,5 ton). Skylten finns inte med i FN:s konvention och heller inte i Sverige men i Sverige förekommer skyltkombinationer som skylten "Förbud mot trafik med tung lastbil" och en tilläggstavla som talar om att förbudet även gäller buss.
Den finns i ett antal EU-länder, till exempel i Belgien, Danmark, Finland, Frankrike, Italien och Storbritannien.

## Förbud mot trafik med farligt gods
Denna skylt förbjuder trafik med fordon lastade med farligt gods. Den sätts upp på en del vägar i städer, eller tunnlar där en olycka med farligt gods kan bli katastrofal. Skylten finns med i FN:s konvention, och används i många länder i Europa.
2005 beslutade EU att endast tunnlar är explicit förbudsskyltade, d.v.s. olaglig väg att transportera farligt gods igenom, något som gäller sedan 2009. Myndigheten för Samhällsskydd- och Beredskap (MSB) är ansvarig för skyltarna men Transportstyrelsen (TS) ansvarar över Vägmärkesförordningen som måste ändras på initiativ av näringsdepartementet. Under tiden riskerar människor att komma till skada och eller dödas av farligt gods transporterat på lastbilar.
I Sverige infördes 1 januari 2012 tilläggstavlor med en bokstav B, C, D eller E, där B avser förbud mot större mängder explosivt gods och E allt farligt gods, och C och D mellanting.

"Påbjuden körriktning för fordon med farligt gods"[4]
"Påbjuden körriktning för fordon med farligt gods", Bokstaven på märket anger att påbudet endast avser sådana fordon som inte får framföras i en vägtunnel som tillhör den tunnelkategori som motsvarar bokstaven.[4]
Förbud mot fordon med farligt gods som kan leda till en mycket stor explosion.[4]
Förbud mot fordon med farligt gods som kan leda till en mycket stor explosion, en stor explosion eller stort giftigt utsläpp.[4]
Förbud mot fordon med farligt gods som kan leda till en mycket stor explosion, en stor explosion, stort giftigt utsläpp eller stor brand.[4]
Förbud mot fordon med farligt gods överhuvudtaget, med vissa undantag som MSB informerar om.[4]

## Förbud mot trafik med hälsofarligt gods
Denna skylt förbjuder trafik med farligt gods enligt förra skylten plus gods som är hälsofarligt och skadar dricksvatten. Den sätts upp vid vattentäkter. Skylten finns inte med i FN:s konvention, men används bland annat i Belgien, Grekland, Frankrike, Island, Italien, Spanien och Tyskland. I Sverige har man inga sådana förbudsmärken, utan bara upplysningsmärken som rekommenderar att ringa 112 vid olycka.

### Förbud mot trafik med brandfarligt gods
Förbud mot fordon, även personbilar, lastade med brandfarligt eller explosivt gods. Den finns inte med i konventionen, och inte heller i Sverige. Den förekommer bl.a. i Belgien, Frankrike, Grekland, Luxemburg, Italien, Ryssland, Spanien och Storbritannien.

## Förbud mot trafik med traktor och motorredskap klass II
Denna skylt förbjuder trafik med traktor och motorredskap klass II. Den finns normalt på större vägar där trafik med långsamtgående fordon anses olämplig. Sedan många år krävs hytt eller störtbåge på nya traktorer inom EU, vilket inte finns på den svenska skyltens bild. Skylten finns med i FN:s konvention och i många länder (utan hytt eller störtbåge). I Danmark, Ryssland, Nederländerna, och sedan 2007 även Sverige, har traktorn hytt. Samtidigt som skylten byttes ut ändrades reglerna till att skylten numera endast gäller för traktor och motorredskap klass II.

## Förbud mot riksha
Denna skylt förbjuder trafik med riksha (med annat ord cykeltaxi, lastcykel och liknande). Skylten finns inte med i FN:s konvention. Den förekommer i Polen.

## Förbud mot trafik med cykel och moped klass II
Denna skylt förbjuder trafik med cykel. Moped klass II ingår normalt i förbudet i Sverige och Danmark. Skylten finns med i FN:s konvention, där det dock inte står något om mopeder. Skylten finns i många europeiska länder. Den visar alltid en cykel utan en cyklist på. Skylten finns där cykel- och mopedtrafik anses olämplig, t.ex. vid större vägar och vissa gångbanor.

## Förbud mot trafik med moped klass II
Denna skylt förbjuder trafik med moped, i Sverige endast klass II. Om förbudet gäller även klass I, anges det på tilläggstavla. Den finns med i FN:s konvention, och finns i åtskilliga länder i Europa.

## Förbud mot gång- och cykeltrafik eller cykel- och mopedtrafik
Det finns en skylt som förbjuder gång- och cykeltrafik. Den finns inte med i FN:s konvention, men den används i Norge och Finland.
En liknande skylt finns i Nederländerna och Österrike, som förbjuder cykel- och mopedtrafik. Portugal har en skylt med dessa två fordon plus motorcykel.

## Förbud mot trafik med fordon förspänt med dragdjur
Denna skylt förbjuder trafik med fordon som dras av djur, till exempel hästar/oxar. Trots att skylten inte är så vanlig nu, jämfört med den förra, så finns den med i FN:s konvention.

## Förbud mot ridning
Denna skylt förbjuder ridning. Skylten finns oftast på gång-, cykel- och promenadvägar. Skylten finns inte med i FN:s konvention, men förekommer i ett antal länder, till exempel Belgien, Danmark, Finland, Portugal, Spanien och Sverige.

## Förbud mot gångtrafik
Denna skylt förbjuder gångtrafik. Den finns bl.a. vid större vägar där gångtrafik är olämplig. Skylten finns med i FN:s konvention.

## Förbud mot handkärror
I FN:s konvention finns en skylt som förbjuder handdragna kärror, dock inte i den svenska förteckningen. Den finns i ett antal länder bl.a. i Belgien, Grekland, Frankrike, Italien, Polen och Portugal.

## Förbud mot trafik med terrängfordon
Denna skylt förbjuder trafik med terrängfordon. Ofta innebär det till exempel snöskoter. Skylten förekommer till största del i Norrland vad gäller Sverige. Skylten finns inte med i FN:s konvention, och förekommer främst i norra Europa. 

## Förbud mot signalhorn
I FN:s konvention finns en skylt som talar om att det är förbjudet att tuta, dock finns den inte i den svenska förteckningen. Den har alltid rött snedstreck och finns i ett antal länder bl.a. i Frankrike, Grekland, Italien, Ryssland, Spanien och Österrike.

## Förbud mot trafik med dubbdäck
I Sverige beslutade man att införa en skylt som förbjuder trafik med fordon med dubbdäck. Skylten, som infördes år 2010, finns på vissa gator i Stockholm, Göteborg och Uppsala. Förbudet gäller ej moped klass II.

## Begränsad fordonsbredd
Denna skylt talar om vad som är den maximalt tillåtna bredden (exklusive backspeglar) för att ett fordon skall få passera, i detta fall 2,2 meter. Den brukar finnas på platser med begränsad fordonsbredd och där en del bredare fordon kan överskrida detta mått. Den är vanlig på vägarbeten på motorvägar där man för över all trafik på en halva och gör tillfälliga smala körfält, den vänstra extra smal. På smala landsvägar där lastbilar knappast kan mötas används normalt inte skylten, eftersom man inte vill förbjuda lastbilar. Förarna får själva klara av en sådan situation. Denna skylt (liksom nästa) är med i konventionen, och finns ungefär likadan i nästan alla europeiska länder. Grekland har två bokstäver för meter ovanför varandra, μ och m. Ryssland anger kyrilliskt м vilket brukar vara lätt att förstå även för trafikanter som inte förstår ryska eller kyrilliska. Storbritannien anger både metriska och engelska enheter ovanför varandra.

## Begränsad fordonshöjd
Denna skylt talar om vad som är den maximala höjden för ett fordon för att passera, i detta fall 3,5 meter. Den brukar finnas på platser med begränsad fordonshöjd och där en del högre fordon kan överskrida detta mått. I Sverige innebär detta att alla passager som är 4,5 meter eller lägre skyltas med den aktuella höjden, det är dock tillåtet att framföra fordon högre än 4,5 meter i Sverige, det är då förarens ansvar att hitta lämplig färdväg. I många andra europeiska länder 4,0 m, detta innebär oftast att det i dessa länder är förbjudet att framföra fordon vars höjd överskrider detta mått. Kännbara bötesbelopp brukar bli följden av brott mot denna regel. Detta brukar inte skyltas. Numera är alla riks- och europavägar åtminstone i Sverige passerbara med 4,5 m höjd. I Tyskland gäller ofta 4,0 m . Norge har 4,5 m men det finns även europavägar med lägre höjd ned till 4,0 m, till exempel i tunnlar, ibland utan förbifart. Den som kör ett fordon över 4,0 m måste känna till eller kontrollera det i förväg.
Skylten är med i FN:s vägmärkeskonvention. Irland har snedstreck på denna skylt, som dock gör uppehåll för siffrorna. Storbritannien och Irland anger både metriska och engelska enheter ovanför varandra. Grekland och Ryssland har sina alfabet såsom för "Begränsad fordonsbredd".

## Begränsad bruttovikt på fordon
Denna skylt talar om vad som är den maximala bruttovikten för ett fordon för att passera, i detta fall 12 ton. Bruttovikt är vad fordonet väger för tillfället. Skylten sätts upp på en del mindre vägar med begränsningar i bärighet, särskilt grusvägar eller på lite svagare broar, och finns i FN-konventionen, och i de flesta länder i Europa.
Spanien och Portugal har, förutom detta märke, också ett märke med en lastbil och en vikt på. I Portugal anger den förbud mot kommersiella fordon över en viss vikt.
Storbritannien och Irland har bara denna variant, där betyder den förbud mot alla fordon över en viss bruttovikt. Denna skylt och den för begränsad höjd verkar vara de enda irländska märken som stoppar vissa typer av fordon.

## Begränsat axeltryck
Denna skylt talar om vad som är det maximala axeltrycket för ett fordon för att passera, i detta fall 6 ton, och den finns i FN-konventionen, och i de flesta länder i Europa. Den sätts upp på en del mindre vägar med begränsningar i bärighet eller på lite svagare broar. Axeltrycket är vikten som vilar på vägen för de hjul som tillhör en axel. Den är normalt maximalt 10 ton i många länder, och skyltas vid lägre vikt.

## Begränsat boggitryck
Denna skylt talar om vad som är det maximala boggitrycket för ett fordon för att passera, i detta fall 10 ton. Den sätts upp på en del mindre vägar med begränsningar i bärighet eller på lite svagare broar. Boggitrycket är summa axeltryck för två axlar vars centrumavstånd är mindre än 2 meter. Den finns i Sverige, Danmark, Finland och Norge, men inte så många fler länder och inte i FN-konventionen.

## Begränsad bruttovikt på fordon eller fordonståg
Skylten talar om vad som är den maximala bruttovikten för ett fordon eller fordonståg för att passera, i detta fall 30 ton. Har man exempelvis ett släpfordon tillkopplat ska man således lägga ihop dragfordonets bruttovikt med släpets bruttovikt. Detta till skillnad från Begränsad bruttovikt på fordon då dragfordonet och släpfordonet räknas var för sig. Denna skylt finns inte i FN:s vägmärkeskonvention, men finns bl.a. i Sverige, Danmark, Finland, Island och Norge.

## Bärighetsklass 2 och 3
Dessa skyltar visar att vägen har nedsatt s.k. bärighetsklass. En väg av högsta standard har bärighetsklass 1 eller benämns också som BK1, vilket inte skyltas. BK2 och BK3 skyltas, och det innebär vissa gränser för axeltryck, boggitryck och bruttovikt. BK3 innebär ett axeltryck på max 8 ton. Skyltning av BK2 görs inte alltid på kommunala vägar/gator, där kan man vara tvungen att titta i de "lokala trafikföreskrifterna" för att ta reda på fakta. De som kör tunga fordon måste känna till dessa skyltar. De finns inte i FN:s vägmärkeskonvention, utan är mest svenska.

## Begränsad längd på fordon eller fordonståg
Denna skylt talar om vad som är den maximala längden för ett fordon eller fordonståg för att passera, i detta fall 20 meter. Denna skylt, som finns i konventionen och i ganska många länder, är sällsynt i Sverige, men förekommer till exempel på serpentinvägar med extremt skarpa kurvor, eller i vissa städer med trånga gator.

## Minsta avstånd mellan motordrivna fordon
Denna skylt talar om vad som är det minsta avståndet mellan motordrivna fordon, t.ex. i detta fall måste ett fordon vara minst 50 meter bakom ett framförvarande fordon. Skylten är mycket ovanlig och i Sverige förekommer den nästan bara i övre Norrland på isvägar under vintern. En isväg är en väg som går över en frusen sjö eller vattendrag. Orsaken till att avståndet mellan fordonen måste vara långt är den begränsade bärigheten hos en isväg. Den kan även finnas på broar, dock sällsynt i Sverige. Den finns med i FN-konventionen, och i åtskilliga länder. Skylten finns i till exempel Sverige, Frankrike, Italien, Spanien och Tyskland men inte i Danmark, Belgien eller Storbritannien. 

## Förbud att stanna och parkera fordon

Förbudsskylt i USA

Den vänstra skylten förbjuder parkering av fordon (på skyltens sida av vägen), vilket - till skillnad från förbudet att stanna - inte innebär förbud att stanna för att hämta eller släppa av passagerare eller för att lasta gods i eller ur fordonet. Den högra skylten talar om att det även är förbjudet att stanna (på skyltens sida av vägen), utom när stopp sker med anledning av att trafikförhållandena kräver det. Förbudet gäller fram till nästa korsning om inget annat anges. Skylten med röd ram och rött snedstreck över blå fylld cirkel används i hela Europa, utom Irland. Konventionen har med denna skylt, men tillåter som undantag en vanlig förbudsskylt med en bokstav eller ett tecken, till exempel "P", vilket används i Irland. USA, som inte följer konventionen, använder en fyrkantig skylt med texten "NO PARKING", och eventuellt även tilläggstext. Irland använder en likadan skylt för förbud att stanna, fast med vit fylld cirkel istället för blå.

### Datumparkering
FN-konventionen har med två skyltar om datumparkering, parkeringsförbud, med ett eller två vertikala streck. De anger parkeringsförbud udda resp. jämna datum, och sätts vid varje gata. De används i bl.a. Finland, Grekland, Luxemburg, Ryssland och Spanien. Belgien, Frankrike och Spanien har varianten med nummer "1-15" eller "16-31" som också syftar på datum.
I Sverige började dessa skyltar, samt en skylt med båda romerska siffrorna, användas år 2007. Tidigare använde Sverige, liksom en del andra länder, endast skylten Zon med parkeringsförbud och tilläggstavla "Datumzon", och då vid stadens gräns. På grund av den torftiga skyltningen fick man försöka komma ihåg regeln utan påminnelse.
I Sverige är regeln att parkering är förbjuden på gatusida med jämna husnummer under jämnt datum. Motsvarande gäller udda nummer under udda datum. Omvänd regel gäller i vissa andra länder till exempel Danmark.

## Stopp vid tull
Skylten talar om att man ska stanna vid tull. Den finns vid gräns mellan länder och är med i konventionen. Normalt står ordet för "tull" på språket i landet man lämnar överst, och språket i det andra landet under strecket. På svenska används ordet "TULL". På andra länders språk heter det:
| - På danska "TOLD", såsom på bilden - På engelska "CUSTOMS" - På finska "TULLI" - På franska "DOUANE" | - På grekiska "Τελωνείον" - På italienska "DOGANA" - På norska "TOLL" - På portugisiska "ALFÂNDEGA" | - På ryska "ТАМОЖНЯ" - På spanska "ADUANA" - På tyska "ZOLL" |

I Sverige är skylten numera så gott som helt försvunnen i och med EU och Schengenavtalet. Det beror på att Schengenavtalet anger man inte ska behöva stanna vid gränsen annat än vid misstanke och för slumpvisa kontroller. Mellan många Schengenländer har kontrollerna avskaffats helt. Däremot finns skylten kvar vid gränser som inte är mellan två Schengenländer.

## Stopp vid signal
Denna skylt talar om att man ska stanna vid trafiksignaler om dessa visar stopp. Oftast sätts denna skylt upp om man ska stanna en bit före själva trafiksignalerna. När skylten finns uppsatt ska man stanna vid skylten eller vid en stopplinje vid skylten och inte vid trafiksignalerna. Den är inte med i FN-konventionen, men finns åtminstone i Sverige.

## Stopp vid kontroll
Denna skylt liknar föregående och sätts upp tillfälligt eller permanent, när det är poliskontroll. Det står en text till exempel STOP KONTROL (Danmark), STOP POLIISI/POLIS (Finland), HALTE GENDARMERIE (Frankrike), ALT POLIZIA (Italien), STOP КОНТРОЛЬ (Ryssland/Ukraina). I Sverige är denna skylt inte med längre i förteckningen, utan man använder ett upplysningsmärke eller hastighetsbegränsning då en polis får vinka in bilar och lastbilar.

## Stopp för vägavgift
Som en variant av föregående skyltar finns "Stopp för vägavgift", med text som till exempel HALTE PEAGE i Frankrike, ALT STAZIONE i Italien, Διόδια i Grekland, PEAJE/TOLL i Spanien (bilden) och PORTAGEM PÈAGE i Portugal. Andra länder som Sverige använder ett särskilt upplysningsmärke för vägavgiftsstationer. 

## Förbud mot sväng
Dessa skyltar förbjuder sväng åt en viss riktning. De sätts upp vid vägkorsningar om man inte får svänga på ett visst sätt. Båda varianterna finns med i FN:s konvention, och finns i princip alla länder i Europa. De har alltid rött snedstreck. Ganska ofta används påbudsmärken istället, åtminstone i Europa. Irland har förutom dessa två förbudsmärken, även påbudsmärken med röd ram utan snedstreck, endast sådana med pil. Dessa påbudsmärken håller på att fasas ut till förmån för blå sådana. Enligt rättsfallet RH 2003:67 betyder förbud mot vänstersväng inte automatiskt förbud mot "U-sväng". För att förbjuda även "U-sväng" måste även detta märke finnas på platsen.

## Förbud mot vändning på väg (U-sväng)
Denna skylt förbjuder vändning på väg eller U-sväng som det också kallas, och den är med i konventionen, och finns i de flesta länder i Europa. Den har alltid rött snedstreck, utom i Nederländerna. Länder med vänstertrafik har denna skylt spegelvänd.

## Förbud mot omkörning
Den vänstra skylten talar om att det är förbjudet att köra om andra motordrivna fordon med fler hjul än två. Dock anges det i vissa fall på en tilläggstavla undantag från förbudet, såsom att det är tillåtet att köra om långsamtgående fordon som exempelvis traktor och motorredskap. Förbudet gäller fram till en skylt som talar om att förbudet upphör (se skylten nedan). Skylten är med i FN-konventionen. Länder med vänstertrafik har skylten spegelvänd. Irland har en annan variant; två svarta bilar och snedstreck över och inga slutmärken.
Den högra skylten talar om att det är förbjudet att med en tung lastbil (lastbil med totalvikt över 3,5 ton) köra om andra motordrivna fordon med fler hjul än två. Skylten används exempelvis på hårt trafikerade motorvägar. Tunga lastbilar (utan släp) är enligt lag hastighetsbegränsade till 90 km/tim (och måste även enligt europeisk lag vara utrustade med teknisk spärr som omöjliggör högre hastighet än 90 km/tim). Skylten finns med i FN-konventionen. Länder med vänstertrafik har denna skylt spegelvänd. I vissa enstaka fall finns en tilläggstavla som talar om att omkörningsförbudet även gäller buss (då endast tung buss). Förbudet gäller fram till en skylt som talar om att förbudet upphör (se skylten nedan).
I Portugal finns ytterligare en variant: Omkörning med motorcykel förbjuden.

## Begränsad hastighet
I alla länder i världen används hastighetsbegränsningar, även om fri fart förekommer på vissa vägar i ett fåtal länder. I artikeln Motorväg finns en lista på hastighetsbegränsningar på motorvägar i Europa, och för alla vägar i artikeln Hastighetsbegränsning.
I hela Europa och många andra länder används en rund förbudsskylt med röd rand och svarta siffror, som finns i FN:s konvention. De är oftast vita såsom övriga förbudsskyltar och gula i några länder, bland annat Sverige. Några länder såsom Frankrike, Norge, Spanien har gul bakgrund vid vägarbeten och vit annars.
Skyltarna som visas här är svenska men skyltarna uppfyller europeisk standard och ser likadana ut i hela Europa, utöver bakgrundsfärgen.
Utanför Europa kan de se helt annorlunda ut, som t.ex. i USA och Kanada som har fyrkantiga vita skyltar med text "Speed limit 55" och liknande och som inte har några som helst likheter med europeiska skyltar. I USA anges inte att hastigheten är i mph. I Kanada är enheten km/h och detta framgår på skyltarna. Australien och Kanada har haft km/h i åtskilliga år. Skyltar i Australien har en rund röd ring som i Europa, men det är vanligt att de är fyrkantiga ändå och skiljer sig därmed från europeiska skyltar.
Enheten för hastighetsbegränsning är oftast km/h, men mph (miles/h) gäller i Storbritannien. Trots sin avvikande enhet är brittiska skyltar utformade efter europeiskt snitt och inget på skylten anger att enheten är mph istället för km/h. Irland gick över till km/h år 2005, och har "km/h" som text under siffrorna.

Skyltar med till exempel 5, 10, 15, 20 km/h som begränsning brukar sitta i industriområden, campingplatser och liknande privat mark. Dessa skyltar har inte stöd i svensk lagtext. De visar då företagets gräns som de anställda eller besökande ska följa. 

## Slut på begränsad hastighet
I de flesta europeiska länder, liksom i konventionen finns en skylt som anger slut på hastighetsgräns. Detta innebär återgång till standardhastighetsgräns för landsväg eller motorväg.

### Tyskland
Skylten betyder inte fri fart utom på tyska motorvägar och motorvägsliknande vägar. I Tyskland brukar man oftast istället ha skylten "Slut på alla tillfälliga förbud".

### Sverige
Fram till 1967 förekom denna skylt även i Sverige med den - före skylten rådande högsta tillåtna hastigheten angiven i grått - och fyra svarta snedgående streck mot gul botten, vilket betydde fri hastighet utanför tättbebyggt område och högst 50 km/h inom tättbebyggt område. Det är oklart om sådan skylt i praktiken förekom inom tättbebyggt område.
Märket används endast på en väg eller vägsträcka där försöksverksamhet pågår enligt förordningen om försöksverksamhet med varierande högsta hastighet. Märket anger då att en tillfällig avvikelse från den varierande högsta hastigheten som märkts ut med märke C31, hastighetsbegränsning, upphör.

## Slut på alla tillfälliga förbud
I många europeiska länder, liksom i konventionen (men inte i Sverige) finns en skylt som anger slut på alla tillfälliga förbud. Detta innebär återgång till standardhastighetsgräns för landsväg eller motorväg, och slut på vissa andra förbud angivna av skyltar.
I Storbritannien och Irland betyder denna skylt återgång till normal hastighetsgräns. [källa behövs]
Skylten förekom i Sverige fram till 1967 och kallades i folkmun "kines med sorgband" då bakgrunden var gul och med ett brett svart band.

## Zon med parkeringsförbud respektive stopp- och parkeringsförbud
Den vänstra skylten talar om att man kommer in i en zon där det är förbjudet att parkera. Förbudet gäller fram till att det kommer en skylt som talar om att man inte längre befinner sig i zonen med parkeringsförbudet. Normala märken om parkeringsförbud gäller bara till nästa korsning.
Den högra skylten talar om att man är i en zon med förbud att stanna eller parkera och gäller tills det kommer en skylt som talar om att man inte längre befinner sig i zonen. Zonskyltarna sparar många skyltar, men gör det svårare att hålla reda på reglerna.
Enligt konventionen bör de ha texten "ZON" eller översättning överst eller underst, vilket de har i de flesta europeiska länder, men inte i bland annat Sverige, Spanien eller Finland.

## Slut på zon med parkeringsförbud respektive zon med stopp- och parkeringsförbud
Dessa skyltar talar om att man inte längre befinner sig i zonen med parkeringsförbud, respektive zonen med stopp- och parkeringsförbud. Konventionen har med dem, rekommenderade att ha texten "ZON" eller översättning överst eller underst.

## Zon med hastighetsbegränsning
Den vänstra skylten talar om att man kommer in i en zon där det gäller en viss lägre hastighet. Denna lägre hastighet gäller fram till att det kommer en skylt som talar om att zonen med hastighetsbegränsning tar slut.
Den högra skylten anger slut på sådan zon. Dessa skyltar finns med i konventionen och i svenska regelverket, och i ett antal fler länder, men är inte så vanliga. I vissa länder, bland annat Sverige är det vanligare att ha en vanlig hastighetsbegränsningsskylt.